# Halowe Mistrzostwa Europy w Lekkoatletyce 1980 – bieg na 60 m kobiet
Bieg na 60 metrów kobiet – jedna z konkurencji biegowych rozgrywanych podczas halowych lekkoatletycznych mistrzostw Europy w hali Glaspalast w Sindelfingen. Eliminacje, półfinały i bieg finałowy zostały rozegrane 2 marca 1980. Zwyciężyła reprezentantka Bułgarii Sofka Popowa. Tytułu zdobytego na poprzednich mistrzostwach nie broniła Marlies Göhr z Niemieckiej Republiki Demokratycznej.

## Rezultaty

### Eliminacje
Rozegrano 3 biegi eliminacyjne, do których przystąpiło 18 biegaczek. Awans do półfinału dawało zajęcie jednego z pierwszych trzech miejsc w swoim biegu (Q). Skład półfinałów uzupełniły trzy zawodniczki z najlepszym czasem wśród przegranych (q).
Opracowano na podstawie materiału źródłowego.
Bieg 1
| Miejsce | Zawodniczka       | Czas | Uwagi |
| ------- | ----------------- | ---- | ----- |
| 1       | Linda Haglund     | 7,16 | Q     |
| 2       | Wiera Anisimowa   | 7,38 | Q     |
| 3       | Heide-Elke Gaugel | 7,42 | Q     |
| 4       | Marisa Masullo    | 7,42 | q     |
| 5       | Grażyna Rabsztyn  | 7,42 | q     |
| 6       | Jacqueline Curtet | 7,53 |       |

Bieg 2
| Miejsce | Zawodniczka       | Czas | Uwagi |
| ------- | ----------------- | ---- | ----- |
| 1       | Sofka Popowa      | 7,16 | Q     |
| 2       | Helinä Laihorinne | 7,38 | Q     |
| 3       | Olga Korotkowa    | 7,43 | Q     |
| 4       | Monika Hirsch     | 7,46 | q     |
| 5       | Liliane Meganck   | 7,57 |       |
| 6       | Elżbieta Rabsztyn | 7,60 |       |

Bieg 3
| Miejsce | Zawodniczka         | Czas | Uwagi |
| ------- | ------------------- | ---- | ----- |
| 1       | Zofia Bielczyk      | 7,30 | Q     |
| 2       | Ludmiła Kondratjewa | 7,31 | Q     |
| 3       | Elke Vollmer        | 7,45 | Q     |
| 4       | Brigitte Haest      | 7,54 |       |
| 5       | Michelle Walsh      | 7,54 |       |
| 6       | Mona Evjen          | 7,63 |       |

### Półfinały
Rozegrano 2 biegi półfinałowe, w których wystartowało 12 biegaczek. Awans do finału dawało zajęcie jednego z trzech pierwszych miejsc w swoim biegu (Q).
Opracowano na podstawie materiału źródłowego.
Bieg 1
| Miejsce | Zawodniczka         | Czas | Uwagi |
| ------- | ------------------- | ---- | ----- |
| 1       | Linda Haglund       | 7,15 | Q     |
| 2       | Ludmiła Kondratjewa | 7,27 | Q     |
| 3       | Helinä Laihorinne   | 7,29 | Q     |
| 4       | Grażyna Rabsztyn    | 7,40 |       |
| 5       | Olga Korotkowa      | 7,42 |       |
| 6       | Elke Vollmer        | 7,50 |       |

Bieg 2
| Miejsce | Zawodniczka       | Czas | Uwagi |
| ------- | ----------------- | ---- | ----- |
| 1       | Sofka Popowa      | 7,11 | Q,    |
| 2       | Zofia Bielczyk    | 7,29 | Q     |
| 3       | Wiera Anisimowa   | 7,32 | Q     |
| 4       | Marisa Masullo    | 7,33 |       |
| 5       | Heide-Elke Gaugel | 7,39 |       |
| 6       | Monika Hirsch     | 7,47 |       |

### Finał
Opracowano na podstawie materiału źródłowego.
| Miejsce | Zawodniczka         | Czas | Uwagi |
| ------- | ------------------- | ---- | ----- |
| 1       | Sofka Popowa        | 7,11 | =     |
| 2       | Linda Haglund       | 7,14 |       |
| 3       | Ludmiła Kondratjewa | 7,31 |       |
| 4       | Zofia Bielczyk      | 7,34 |       |
| 5       | Wiera Anisimowa     | 7,35 |       |
| 6       | Helinä Laihorinne   | 7,37 |       |